# Kleinbloemige roos
De kleinbloemige roos (Rosa micrantha) is een struik uit de rozenfamilie (Rosaceae) die vooral voorkomt op kalkhoudende bodem in gematigde streken van Europa en Noord-Afrika. Het aantal chromosomen is 2n = 28, 35 of 42.
De kleinbloemige roos is in Vlaanderen en Nederland een zeldzame tot zeer zeldzame plant, met als belangrijkste vindplaatsen de Leemstreek en aansluitend Zuid-Limburg, in de duinen en in het Rivierengebied. De kleinbloemige roos staat op de Nederlandse Rode lijst van planten als zeldzaam en matig afgenomen.

## Naamgeving enetymologie
De soortaanduiding micrantha betekent 'kleinbloemig'.
- Synoniemen: Chabertia hungarica (A.Kern.) Gand., Chabertia lemanii (Boreau) Gand., Rosa arcadiensis Halácsy,  Rosa sepium subsp. micrantha (Sm.) Batt.

## Kenmerken
De kleinbloemige roos is een 50-350 cm hoge, losse, rechtopgaande struik (fanerofyt) met lange, boogvormig overhangende takken met verspreid staande, haakvormige stekels met een brede basis en een ongelijke grootte. De kleinbloemige roos vormt dicht bij de struik wortelopslag. Op de takken zitten geen klieren. De bladeren zijn oneven geveerd met vijf tot zeven ovale tot langwerpige deelblaadjes. De niet behaarde of licht behaarde bladsteel en bladspil zijn met klieren bezet en hebben vaak kleine stekeltjes. De bladeren hebben een duidelijke appelgeur. De blaadjes zijn 1,5-3 cm lang en 0,8-2 cm breed. Ze hebben een afgeronde voet en een toegespitste top. De bovenzijde van het blaadje heeft geen haren of de haren staan verspreid. De onderzijde is behaard en dicht bezet met kleverige kort gesteelde klieren. De rand van het blaadje is meervoudig gezaagd en is bezet met klieren. De met klieren bezette steunblaadjes kunnen wel of niet behaard zijn.
De struik bloeit in juni. De 2-3,5 cm grote, lichtroze of zelden witte bloemen zijn alleenstaand of staan in kleine groepjes van twee of drie. De met klieren bezette bloemstelen zijn 1-2 cm lang. De kelkbladen zijn afstaand of teruggeslagen en vallen na de bloei snel af. Ze zijn aan de rand en op de rug dicht bezet met klieren. De meestal onbehaarde stijlen staan vrij.
De rode, 1-1,7 cm lange en 0,6-0,8 cm brede rozenbottel heeft meestal alleen in de onderste helft enkele gesteelde klieren. De rozenbottel heeft een opvallend lange hals. De met klieren bezette steel is twee tot drie keer zolang als de rozenbottel. Het stijlkanaal is 0,5-0,8 mm groot. De rozenbottel is een vlezige bloembodem met daarin de nootjesachtige vruchten.

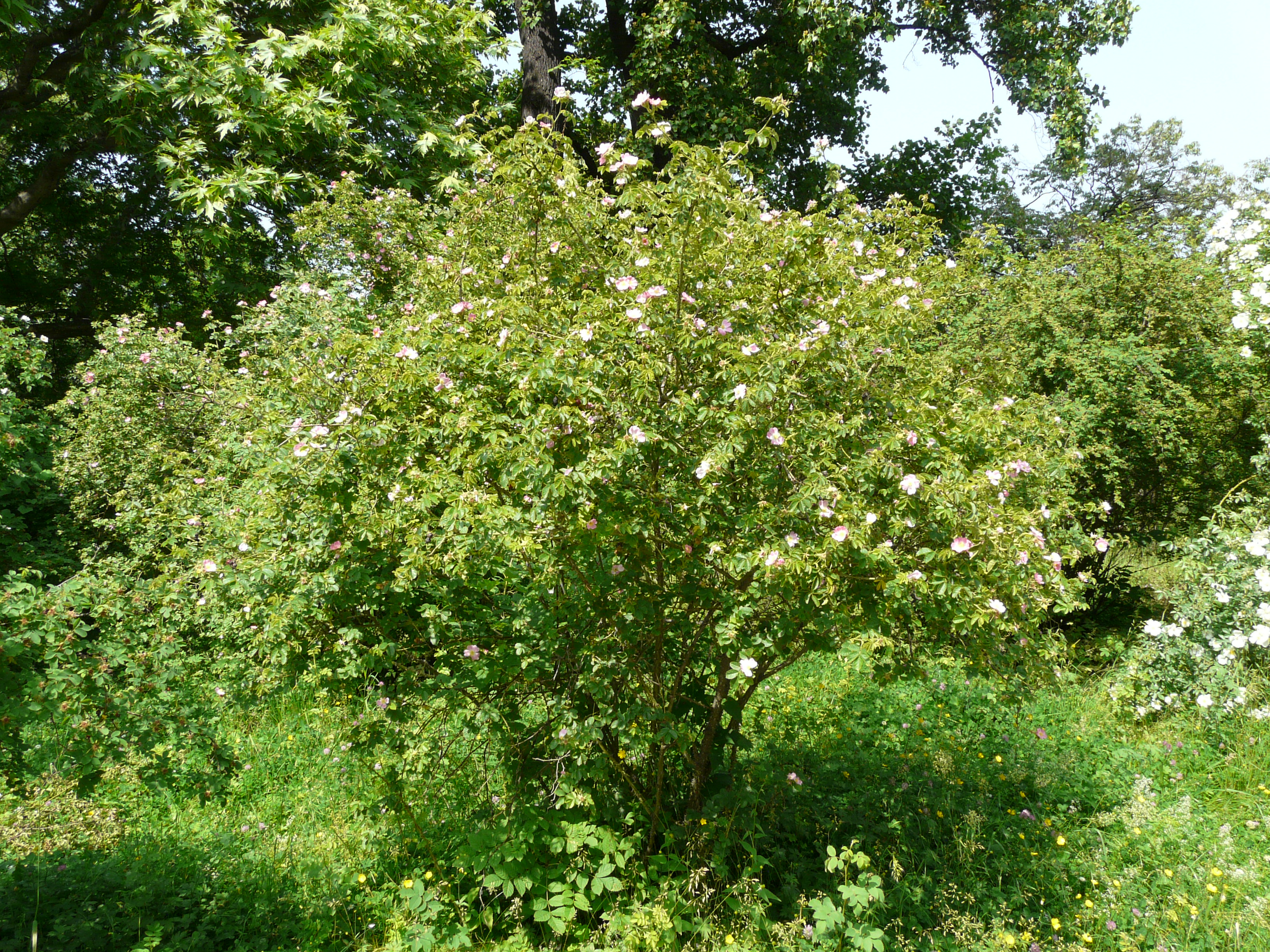
Struik
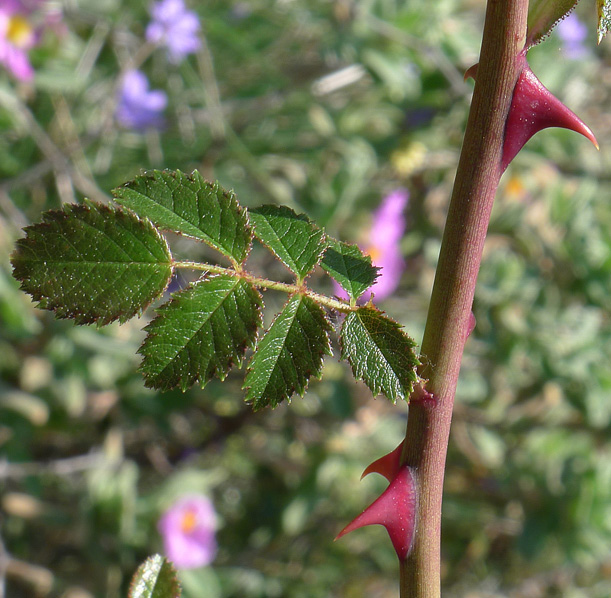
Stekels
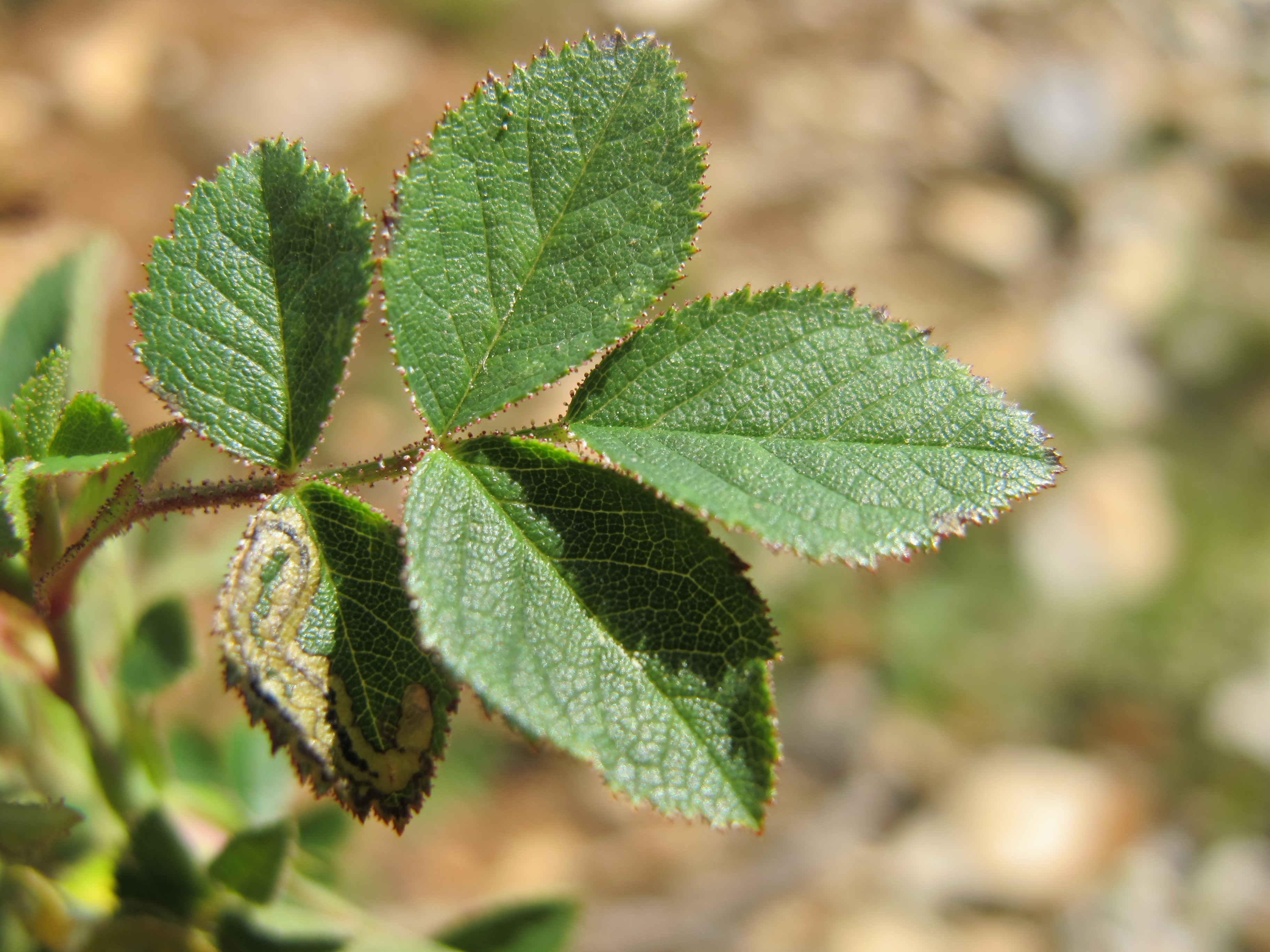
Voorkant blad
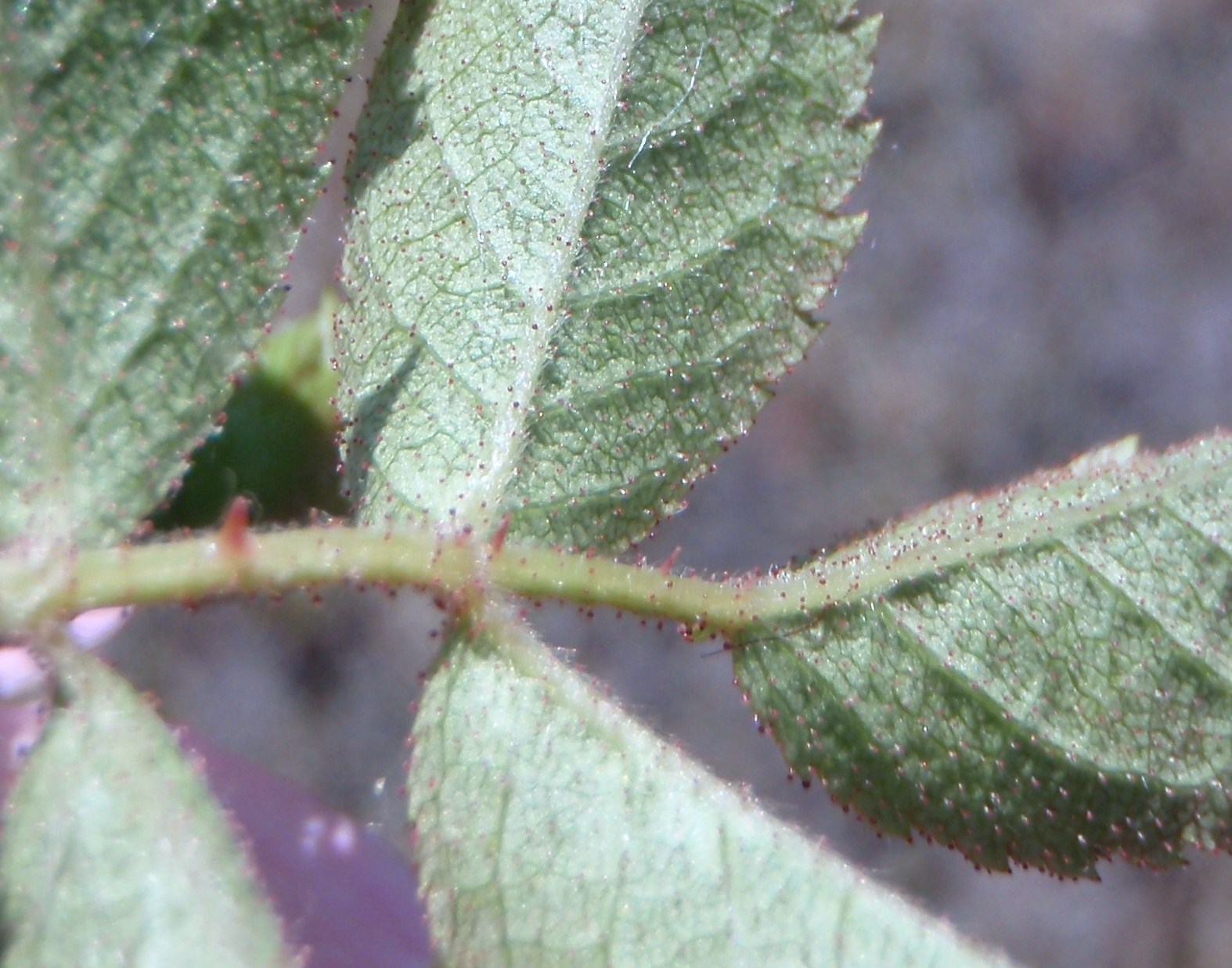
Achterkant blad
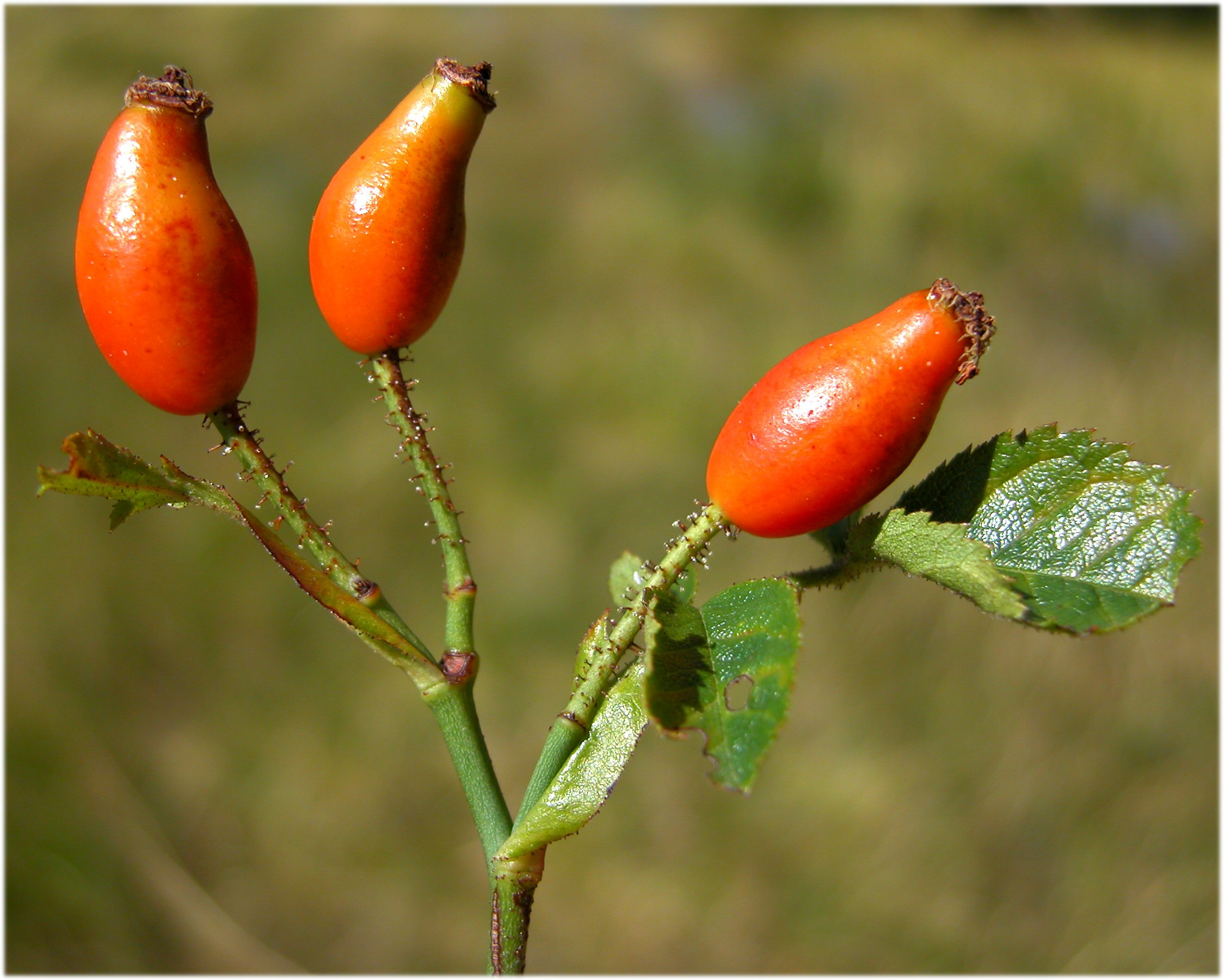
Rozenbottels

## Ecologie
De kleinbloemige roos groeit voornamelijk op zonnige of halfbeschaduwde plaatsen op matig voedselrijke, meestal kalkrijke bodem. Hij is te vinden in bosranden, heggen, struwelen van het liguster-verbond, op droge heide en op verruigde graslanden.

### Syntaxonomie
De kleinbloemige roos is een kensoort voor het liguster-verbond (Berberidion vulgaris).

## Verspreiding
Hij komt van nature verspreid voor in gematigde streken van West-, Midden- en Zuid-Europa, in Turkije en in Noord-Afrika.
In Nederland is de soort zeldzaam in Zuid-Limburg en in het rivierengebied, in Vlaanderen zeer zeldzaam in de duinen, in de Leemstreek en in de Zandleemstreek.

## Bedreigingen en bescherming
In België staat de soort op de lijst van wettelijk beschermde planten in België. Op de Vlaamse Rode Lijst (planten) wordt de kleinbloemige roos vermeld als ‘Met uitsterven bedreigd’.
R. agrestis (kraagroos) ·
R. arvensis (bosroos) ·
R. banksiae ·
R. caesia (behaarde struweelroos) ·
R. canina (hondsroos) ·
R. corymbifera (heggenroos) ·
R. dumalis (kale struweelroos) ·
R. elliptica (wigbladige roos) ·
R. gallica (Franse roos) ·
R. glauca (bergroos) ·
R. hemisphaerica ·
R. henkeri-schulzei (schijnegelantier) ·
R. hirtula ·
R. hugonis ·
R. inodora (schijnkraagroos) ·
R. majalis (kaneelroos) ·
R. micrantha (kleinbloemige roos) ·
R. moschata (muskusroos) ·
R. moyesii (mandarijnroos) ·
R. multiflora (veelbloemige roos) ·
R. pimpinellifolia (duinroos) ·
R. pseudoscabriuscula (schijnviltroos) ·
R. roxburghii (kastanjeroos) ·
R. rubiginosa (egelantier) ·
R. rugosa (rimpelroos) ·
R. sempervirens ·
R. soulieana ·
R. ×stylosa (stijlroos) ·
R. subcanina (schijnhondsroos) ·
R. subcollina (schijnheggenroos) ·
R. tomentella (beklierde heggenroos) ·
R. villosa (viltroos)